# Semi-marathon de Gifu Seiryū
Le Semi-marathon de Gifu Seiryū (ぎふ清流ハーフマラソン, Gifu Seiryū hāfu marason, en anglais : Gifu Seiryu Half Marathon) aussi appelé le  Naoko Takahashi Cup (高橋尚子杯, Takahashi Naoko hai) est une course de semi-marathon se déroulant tous les ans, en mai, dans la ville de Gifu, au Japon. Créée en 2011, l'épreuve fait partie du circuit international des IAAF Road Race Label Events, dans la catégorie des « Labels d'argent ». 

## Palmarès
| Année | Vainqueur hommes  | Temps           | Vainqueur femmes    | Temps           |
| ----- | ----------------- | --------------- | ------------------- | --------------- |
| 2011  | Martin Mathathi   | 1 h 00 min 47 s | Mao Kuroda          | 1 h 13 min 45 s |
| 2012  | Martin Mathathi   | 1 h 01 min 29 s | René Kalmer         | 1 h 13 min 02 s |
| 2013  | Zersenay Tadese   | 1 h 00 min 31 s | Mestawet Tufa       | 1 h 10 min 03 s |
| 2014  | Bedan Karoki      | 1 h 00 min 02 s | Visiline Jepkesho   | 1 h 10 min 53 s |
| 2015  | James Rungaru     | 1 h 02 min 21 s | Eunice Kirwa        | 1 h 09 min 37 s |
| 2016  | Patrick Mwaka     | 1 h 01 min 51 s | Eunice Kirwa        | 1 h 08 min 55 s |
| 2017  | Alexander Mutiso  | 1 h 00 min 57 s | Joyciline Jepkosgei | 1 h 07 min 44 s |
| 2018  | Nicholas Kosimbei | 1 h 01 min 12 s | Degitu Azimeraw     | 1 h 09 min 53 s |
| 2019  | Amos Kurgat       | 1 h 00 min 34 s | Ruth Chepngetich    | 1 h 06 min 06 s |

 Record de l'épreuve